# Su-11 (航空機)
 Su-11 / Су-11
モニノ空軍博物館に展示されているSu-11
- 用途：戦闘機
- 分類：迎撃戦闘機
- 設計者： スホーイ設計局
- 製造者：
- 運用者： 国土防空軍
- 初飛行：1958年12月25日
- 運用状況：退役

Su-11(スホーイ11、スホイ11；ロシア語:Су-11スー・アヂーンナツァチ)は、ソ連の超音速迎撃戦闘機。冷戦時代に国土の防空の一端を担った。北大西洋条約機構(NATO)は、Su-11に対し「フィッシュポットC」(Fishpot-C)というNATOコードネームを割り当てた

## 概要
1958年にSu-9の発展型として、TsD-30よりはるかに強力なレーダーである「オリョール」を搭載する開発機T-3-8M(Т-3-8М)が製作された。「オリョール」は「ソーコル2」をもとにYak-27K迎撃戦闘機向けに開発された当時ソ連最大出力を誇ったレーダー・ステーションで、Yak-27K向けに開発が進められていたK-8(К-8)の改良型K-8-2(К-8-2)空対空ミサイルが運用できた。このミサイルはK-8M(К-8М)、のちR-8M(Р-8М)と改称された。T-3-8MはSu-9の量産前試作機となったT-3-51と平行して試験が続けられた。
さらなる洗練が必要であるとされ、同年にはPT-8-4(ПТ-8-4)とK-7空対空ミサイルを運用するレーダー・ステーション「アルマース」を搭載したT-47(Т-47)も製作された。PT-8-4はT-47-2(Т-47-2)とも呼ばれたが、この機体が事故で失われるなど試験は順調には進まなかった。1958年9月には、稼動状態にあるのは3号機のT-47-3(Т-47-3)だけとなってしまい、各種試験がこの機体で実施された。翌1959年には、試作機第2シリーズとなるT-47-4(Т-47-4)とT-47-5(Т-47-5)が完成された。1960年にはさらに増加試作機T-47-7(Т-47-7)とT-47-8(Т-47-8)が製作された。T-47-8には、それまでのAL-7F-1にかえてより強力な新型のターボジェットエンジンAL-7F-2(АЛ-7Ф-2)が搭載された。一方、T-47-6(Т-47-6)は別の空対空ミサイルK-9(К-9)を搭載する試験機として製作された。K-9ミサイルはT-37(Т-37)と称する別のマッハ 3級迎撃戦闘機に搭載される予定のものであった。従って、T-47-6は他のT-47シリーズの研究とは直接関連性のない機体であると看做される。
5機のT-47では非常に多くの回数の試験が実施されたが、T-47の迎撃システムの試験は1961年6月までに終了した。同年11月には、T-47-8がトゥーシノ飛行場で行われた革命記念の航空パレードで初めて公開された。NATOは、識別のためこの機体に対し「フィッシュポットC」(Fishpot-C)というコードネームを付与した。
T-47シリーズの研究成果を取り入れて完成されたT-3-8Mは1962年2月に防空軍に制式採用されることが決定され、Su-11(Су-11)の名称を授かった。「オリョール」レーダー・ステーションは制式採用となってRP-11「オリョール」(РП-11 «Орел»)という制式名称が与えられた。搭載するK-8MミサイルはR-8Mと改称された。また、搭載する全コンプレクスはSu-11-8M(Су-11-8М)と改称された。Su-9よりさらに延長されたT-47の機首は大型レーダー・ステーション搭載のために大きな膨らみをもっており、重心の移動とともに機体の不安定化を招くこととなった。この機体をもとにした量産型Su-11には、RP-11と組み合わされる長距離空対空ミサイルとしてセミアクティヴ・レーダー誘導型のR-8MR(Р-8МР)、赤外線誘導型のR-8MT(Р-8МТ)がそれぞれ1発ずつ搭載された。また、その他には「ウラガーン5B」(Ураган-5Б)迎撃装置、「シレーナ3」(Сирена-3:「сирена」は「セイレーン」のこと)レーダー警戒装置、AP-39(АП-39)自動操縦装置、「ヴォーズドゥフ1」自動誘導装置などの電子機器が搭載された。Su-11最初の量産機は1962年6月に進空した。しかし、同年10月31日に惨事が発生した。
その日、最初の量産型Su-11は、ヴィークトル・ミハーイロヴィチ・アンドレーエフ(Виктор Михайлович Андреевым)の操縦により国家赤旗空軍科学試験研究所(GK NII VVS)の試験飛行に臨んでいた。だが、そのときエンジンが停止した。機体はちょうど市街上空に差し掛かったところであり、操縦士は機を見捨てぬことを決意した。彼は機を市街のはずれの古い町飛行場へ運ぼうと試みたが、衝撃による負荷で機は市街へ墜落した。この惨事はこの新しい迎撃機の運命に対し極めて否定的な影響を及ぼした。防空軍司令官エヴゲーニイ・ヤーコヴレヴィチ・サヴィーツキイ(Евгений Яковлевич Савицкий)は、あまつさえ戦闘部隊に配備されたSu-9における事故発生率の高さを強く憂いていたが、この事故によりSu-11への反対の意思をいっそう強くした。このとき、ヤコヴレフ設計局のアレクサーンドル・セルゲーエヴィチ・ヤーコヴレフ(Александр Сергеевич Яковлев)は根気強く自局の新しい迎撃機Yak-28Pの量産配備化への道を切り開こうとしていた。スホーイの機体に比べた、実際のあるいは架空のあらゆる長所が宣伝された。まもなく、今後は迎撃機の信頼性の向上のために機体は必ずそれぞれに電気及び水素補給システムの駆動装置をもった2つのエンジンを搭載しなければならないという決定が下された。スホーイ設計局では、ちょうど新たな試作迎撃戦闘機T-58Dの試験を開始していたところであった。T-58Dはその決定を理想的に満たした機体であった。この新しい機体にすべての期待が向けられ、Su-11の機体とエンジンの開発者に対しては自身の製作物の信頼性に関して真剣な改善措置を講ずるよう命ぜられた。とくに、機体への自動制御装置の導入が急がれた。Su-11への発注は、Su-9が生産されその後Su-11が生産されていたノヴォシビールスク第153工場がYak-28Pの生産に回されたため大幅に削減された。Su-11はすでに作られていた残りの部品を使って生産が続けられたが、遅々として進まなかった。そのため、Su-11は1965年に到るまで延々と生産が続けられたのにも拘らず、その生産数は100機に満たなかった(108機、112機などという資料もある)。この数は、実にSu-9の10分の1であった。
Su-11は高度11000 mにおける2340 km/hの最大速度記録をもち、戦闘行動半径、高高度への上昇力、目標探知能力、攻撃可能距離など多くの点で前任機Su-9を大きく上回る性能を発揮しており間違いなく高性能機の類に入っていたが、基本的な航空機としての安全性に欠けるという致命的な欠陥をもっていた。同時に、これは機首空気取り入れ口をもつ戦闘機の当時の技術力における限界を示していたとも言える。これ以降、ソ連で生産される戦闘機はSu-11の「いとこ」にあたる戦闘爆撃機Su-17シリーズを除きすべてこの伝統の形態を捨てていくことになる。

## スペック（Su-11）
- 種別：迎撃戦闘機
- 初飛行：1958年
- 翼幅：8.43 m
- 全長：17.4 m
- 全高：4.88 m
- 翼面積：26.2 m2
- 空虚重量：9100 kg
- 通常離陸重量：13600 kg
- 最大離陸重量：14,000kg
- 機内燃料搭載量：
- 発動機：AL-7F-2 ターボジェットエンジン ×1
- 出力：
- 出力（アフターバーナー使用時）：
- 最高速度：1,980 km/h
- 最高速度(地表高度)：
- 実用航続距離：1,125 km
- 実用航続距離（増加燃料タンク使用時）：
- 最大上昇力：8200 m/min
- 実用飛行上限高度：17,000 m
- 乗員：1 名
- 武装：R-8M×2、R-60×2